# Asphondylia canadensis
Asphondylia canadensis är en tvåvingeart som först beskrevs av Ephraim Porter Felt 1908.  Asphondylia canadensis ingår i släktet Asphondylia och familjen gallmyggor.
Artens utbredningsområde är Ontario. Inga underarter finns listade i Catalogue of Life.